# Кенн Фаэлад
Кенн Фа́элад (др.‑ирл. Cenn Fáelad; погиб в 675) — король Бреги и верховный король Ирландии (671—675) из рода Сил Аэдо Слане, ветви Южных Уи Нейллов.

## Биография
Кенн Фаэлад был одним из сыновей Блатмака мак Аэдо Слане, скончавшегося в 665 году, и его супруги Эйтн, дочери Бренанна Далла. Он унаследовал власть над Брегой и титул верховного короля Ирландии после гибели в 671 году своего брата Сехнуссаха мак Блатмайка, не оставившего наследников мужского пола. Однако первое свидетельство анналов о Кенн Фаэладе как верховном короле Ирландии датировано 672 годом. Возможно, сведения анналов о междуцарствии в 671—672 годах связаны с междоусобной войной, начавшейся среди представителей рода Сил Аэдо Слане после смерти короля Сехнуссаха.
О правлении Кенн Фаэлада известно очень немного. Согласно преданиям, сохранившимся во «Фрагментарных анналах Ирландии», он приблизил к себе своего двоюродного брата Финснехту, наделив того значительными земельными владениями и властью над двадцатью четырьмя туатами. Однако в 675 году Финснехта поднял мятеж против верховного короля и нанёс тому поражение в битве при Айрхелтре. В этом сражении Кенн Фаэлад погиб. Согласно «Анналам Тигернаха», место сражения находилось на западном побережье озера Лох-Дерг. Предполагается, что Финснехта мог заманить верховного короля в засаду, когда тот совершал традиционный объезд ирландских пятин. После этого убийства Финснехта получил власть над Брегой и титул верховного короля Ирландии.
В записанной в правление Финснехты Пиролюбивого саге «Видение Конна», содержащей наиболее древний список королей Тары, имя Кенн Фаэлада отсутствует. Однако этот монарх как верховный король Ирландии упоминается в других исторических источниках (например, в ирландских анналах). Вероятно, причиной этого было желание автора «Видения Конна» возвеличить род своего покровителя Финснехты за счёт принижения статуса его врага Кенн Фаэлада.
Потомки Кенн Фаэлада от брака с Орлайт, дочерью Дунланга, составлявшие септ Уи Хенн Фаэлад, не играли никакой значительной роли в ирландской истории.